# Farul din South Haven
Farul din South Haven este un far din Michigan, la intrarea râului Negru în lacul Michigan. Stația a fost aprinsă în 1872 și este încă funcțională. Turnul este o versiune mai mică a farului din Muskegon și a înlocuit un turn de lemn din 1872. Pasarela este originală și încă leagă turnul de țărm: este una dintre cele patru care supraviețuiesc în statul Michigan.

## Legături externe
- Michigan Lighthouse Conservancy, South Haven Light.
- National Park Service South Haven South Pierhead Light, Maritime Heritage Project, Inventory of Historic Light Stations: Michigan Lighthouses, South Haven Light. Arhivat în 23 mai 2014, la Wayback Machine.
- Tag, Phyllis L., Great Lakes Lighthouse Research, Keepers of the South Haven Light.
- Terry Pepper, Seeing the Light, South Haven Pier Light.
- Wobser, David and Petill, Jerry, South Haven Light Arhivat în 17 octombrie 2016, la Wayback Machine., Boatnerd